# 타츠미 유이코
타츠미 유이코(일본어: 巽 悠衣子 たつみ ゆいこ[*], 1987년 9월 17일 ~ )는 일본의 아임 엔터프라이즈에 소속되어 있는 성우이다. 오사카부 출신. 일본 나레이션 연기 연구소를 졸업했다.